# Fesselung (physisch)

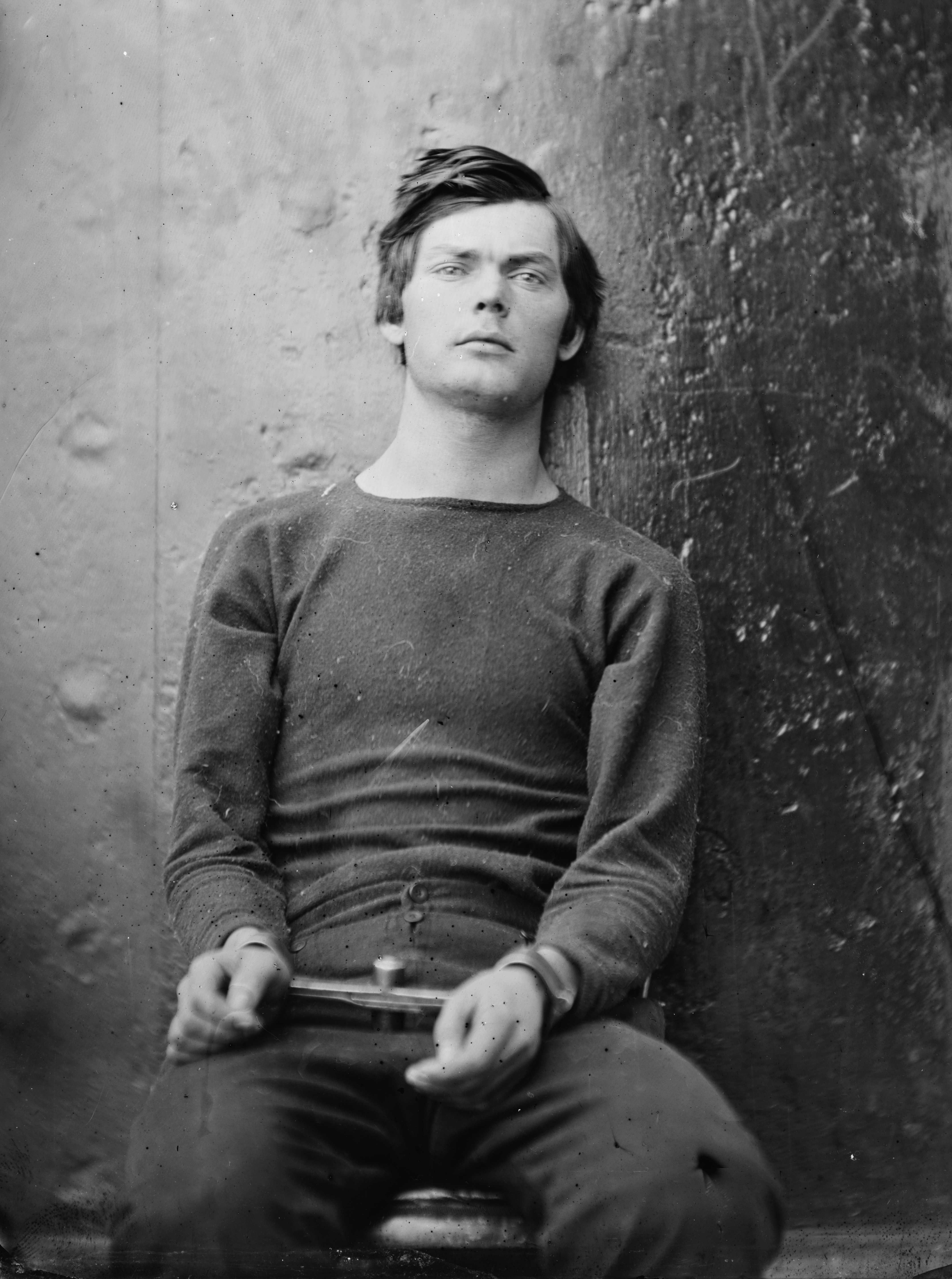
Gefangener (Lewis Powell) in eisernen Handfesseln, USA 1865

Eine Fesselung, mitunter auch als Sicherung bezeichnet, beschreibt jede Form einer äußerlich herbeigeführten Einschränkung oder Aufhebung der körperlichen Bewegungsfreiheit bzw. Fortbewegungsfreiheit einer Person durch unnachgiebige Umschließung und Befestigung der Gliedmaßen aneinander oder an unbewegliche oder schwere Objekte. Die herbeigeführte Einschränkung der Bewegungsfreiheit ist in der Regel vorübergehend, wobei die betreffende Person sich nicht selbst aus ihrer Lage befreien kann. Primäre Einwirkungspunkte nach praktischen Gesichtspunkten sind in der Regel die Hand- und Fußgelenke, zusätzlich wird mitunter eine Sicherung durch Umschließen der Bauchregion durchgeführt. In früheren Zeiten wurde häufig ebenfalls der Hals zur Umschließung genutzt.

## Ausprägungsmerkmale
Traditionelle Hilfsmittel zur Umschließung der Gliedmaßen sind seit der Bronzezeit bis in die Gegenwart metallene Hand- sowie Fußschellen und Ketten in der epochenabhängigen Entwicklungsstufe, ferner Seile, Bänder, Lederriemen und -gurte.
Die entscheidende Wesensart der Fesselung ist, dass die gefesselte Person im Idealfall selbst keine Möglichkeit hat, sich mittels eigener Betätigung aus der durch die fesselnde Person aufgezwungenen Einschränkung der körperlichen Bewegungsfreiheit zu befreien und diese somit erdulden muss. Im klassischen Fall (z. B. Strafgefangene, Entführungsopfer) geschieht dies gegen den Willen und die Interessen der gefesselten Person unter eigener zielgerichteter Zwecksetzung der fesselnden Person. Die gefesselte Person ist davon abhängig, dass eine weitere Person (z. B. Vollzugsbediensteter, Entführer, Retter) die Fesselung lockert, ändert oder beseitigt. Diese steht somit jedenfalls für die Fortdauer der Fesselung vollständig unter fremder Kontrolle. Außenstehende Menschen oder Institutionen entscheiden währenddessen in eigener Machtvollkommenheit nach Maßgabe der subjektiven Interessenlage, ob und wann die Fesselung aufgehoben oder geändert wird. Die Fesselung hat somit eine umfassende Wirkung, da der gefesselten Person in der Regel effektiv keine Selbstbestimmung verbleibt und sie selbst betreffende Entscheidungen umfassend von fremden Menschen getroffen werden können. Die Fesselung schafft somit ein Gefüge steiler Hierarchie zwischen Machtlosigkeit seitens der gefesselten Person und Fremdbestimmung sowie Zugriff durch Personen, die die Möglichkeit direkter Einflussnahme auf diese besitzen.

## Gefahren
Fesselungen können im Einzelfall zu erheblichen körperlichen Schmerzen bis hin zu Verletzungen oder zum Tod führen, wenn diese über einen längeren Zeitraum aufrechterhalten und vor allem ohne Fachkunde oder Rücksicht auf die gefesselte Person durchgeführt wird. Gefesselte Personen sind grundsätzlich zu beaufsichtigen, sie dürfen nicht über längere Zeiträume allein gelassen werden. In regelmäßigen Abständen sollten insbesondere bei länger andauernder Fesselung und hohem Grad der Bewegungseinschränkung durch eine fachkundige Aufsichtsperson die Reflex- und Bewegungsfunktionen der jeweils gefesselten Extremitäten (Hände/Finger, Füße/Zehen) sensorisch überprüft werden, um Störungen der Durchblutung oder Schädigungen der Nervenbahnen sowie ernsten Traumata der betreffenden Hautpartien bei der gefesselten Person vorzubeugen. Wird die Fesselung über einen längeren Zeitraum aufrechterhalten, entstehen zumeist an den umschlossenen Hautpartien oberflächliche Eindruckstellen, die zur Rötung neigen. Unter längerer Bewegung mit hierfür ungeeigneten Fesseln können hierbei insbesondere an den Fußgelenken offene Wunden entstehen, die zur Vermeidung von Infektionen medizinisch zu versorgen sind. Im Falle einer rötlichen oder bläulichen Verfärbung der gefesselten Gliedmaßen oder deren Anschwellen sind die Fesseln zu lockern und es ist auf eine Normalisierung des Zustandes zuzuwarten, ggf. ist die Person medizinisch zu versorgen. 

## Fesselung als hoheitliche Maßnahme

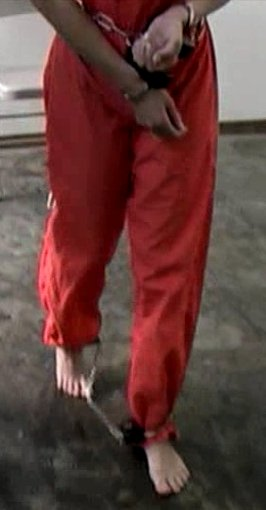
Häftling in Hand- und Fußschellen, USA

### Rechtliche Grundlagen

#### Zielrichtung
Die Fesselung (auch Stillstellung) einer Person kann durch Privatpersonen oder durch Amtsträger erfolgen. Die Zielrichtung ist die Gefahrenabwehr, der Strafvollzug oder die Strafverfolgung. Sie stellt eine Art des Unmittelbaren Zwanges zur Durchsetzung einer Maßnahme dar. Der Grund für eine Fesselung ist der Selbst- und Fremdschutz sowie die Verhinderung der Flucht. Aus Gründen des Selbstschutzes ist die Fesselung einer hoheitlich festgehaltenen Person im Zweifel stets geboten. 

#### Ermittlungserzwingungsverfahren
Das Bundesverfassungsgericht gab Anfang 2020 im Fall einer rechtswidrigen Zwangsfixierung einer Verfassungsbeschwerde einer Patientin statt. Eine rechtswidrig fixierte Patientin beschwerte sich erfolgreich gegen die Einstellung des Ermittlungsverfahrens gegen den verantwortlichen Stationsarzt, einen Amtsarzt und einen Pfleger. Betreffend die ebenfalls angezeigte Richterin wurde die Beschwerde zurückgewiesen, weil Anhaltspunkte für eine Rechtsbeugung (§ 339 StGB) nicht substantiiert vorgetragen worden seien. Dieser Rechtsprechung schloss sich Anfang 2021 das Oberlandesgericht Zweibrücken an. Das Gericht ordnete im Zuge eines Ermittlungserzwingungsverfahrens an, dass die zuständige Staatsanwaltschaft die strafrechtlichen Ermittlungen gegen Bedienstete der Klinik bis zu einer etwaigen Anklagereife weiter fortzusetzen habe.

#### Pressemitteilungen des Bundesverfassungsgerichts
- PM Nr. 47/2015 vom 30. Juni 2015 zu BVerfG, Beschluss vom 10. Juni 2015, Az. 2 BvR 1967/12, wonach in einer Vorsorgevollmacht nicht auf die gerichtliche Genehmigung bei freiheitsbeschränkenden Maßnahmen verzichtet werden kann, abgerufen am 15. Februar 2021
- PM Nr. 62/2018 vom 24. Juli 2018 zu BVerfG, Urteil vom 24. Juli 2018, Az. 2 BvR 309/1 und 2 BvR 502/16 zu den verfassungsrechtlichen Anforderungen an die Fixierung von Patienten in der öffentlich-rechtlichen Unterbringung, abgerufen am 15. Februar 2021
- PM Nr. 5/2020 vom 22. Januar 2020 zu BVerfG, Beschluss vom 15. Januar 2020, Az. 2 BvR 1763/16 zur erfolgreichen Verfassungsbeschwerde gegen Einstellung von Ermittlungsverfahren bei einer rechtswidrigen Fixierung, abgerufen am 15. Februar 2021

#### Rechtslage in Österreich
In Österreich regelt § 26 Anhalteordnung, unter welchen Umständen eine Person, die sich in polizeilichem Gewahrsam befindet, gefesselt werden darf. Gemäß § 26 Absatz 2 Anhalteordnung ist es zulässig, einem Festgenommenen Handfesseln anzulegen, wenn auf Grund bestimmter Tatsachen die Gefahr besteht, der Betroffene werde 1.) sich selbst oder andere gefährden; 2.) fremde Sachen nicht nur geringen Wertes beschädigen; 3.) flüchten; 4.) eine Amtshandlung, an der er mitzuwirken hat, zu vereiteln versuchen. Fluchtgefahr ist nach § 26 Absatz 3 Anhalteordnung insbesondere dann anzunehmen, wenn der Festgenommene im Verdacht der Begehung eines Verbrechens steht oder bei Ausführungen oder Überstellungen eine für die Flucht günstige Situation nützen könnte und nicht besondere Gründe einen Fluchtversuch unwahrscheinlich machen. Das bedeutet, dass Personen, die bestimmter schwerer Straftaten (z. B. Mord, Raub, Vergewaltigung, aber auch Wirtschaftsdelikte wie schwerer Betrug) verdächtig sind, ohne weiteres routinemäßig in Handschellen gelegt werden dürfen. Die Verwendung anderer Fesselungsmittel als der Handfessel (z. B. Zwangsjacken) oder zusätzlicher Fesselungsmittel (z. B. Fußschellen) ist nach § 26 Absatz 4 Anhalteordnung nur unter strenger Beachtung des Verhältnismäßigkeitsgrundsatzes und nur dann zulässig, wenn auf Grund bestimmter Tatsachen anzunehmen ist, der Häftling werde auf Grund einer psychischen Krankheit oder durch Gewalttätigkeit sein Leben oder seine Gesundheit, andere Personen oder Sachen gefährden und das Anlegen von Handschellen allein dem Sicherungszweck nicht genügen werde.

#### Hauptverhandlung
Laut dem deutschen und dem österreichischen Strafprozessrecht soll der Angeklagte bei der Hauptverhandlung nicht gefesselt sein. Dies kann im Einzelfall jedoch durchbrochen werden, wenn sich eine konkrete Gefährdungssituation für Beteiligte zu verwirklichen droht.

#### Strafvollzug in den USA

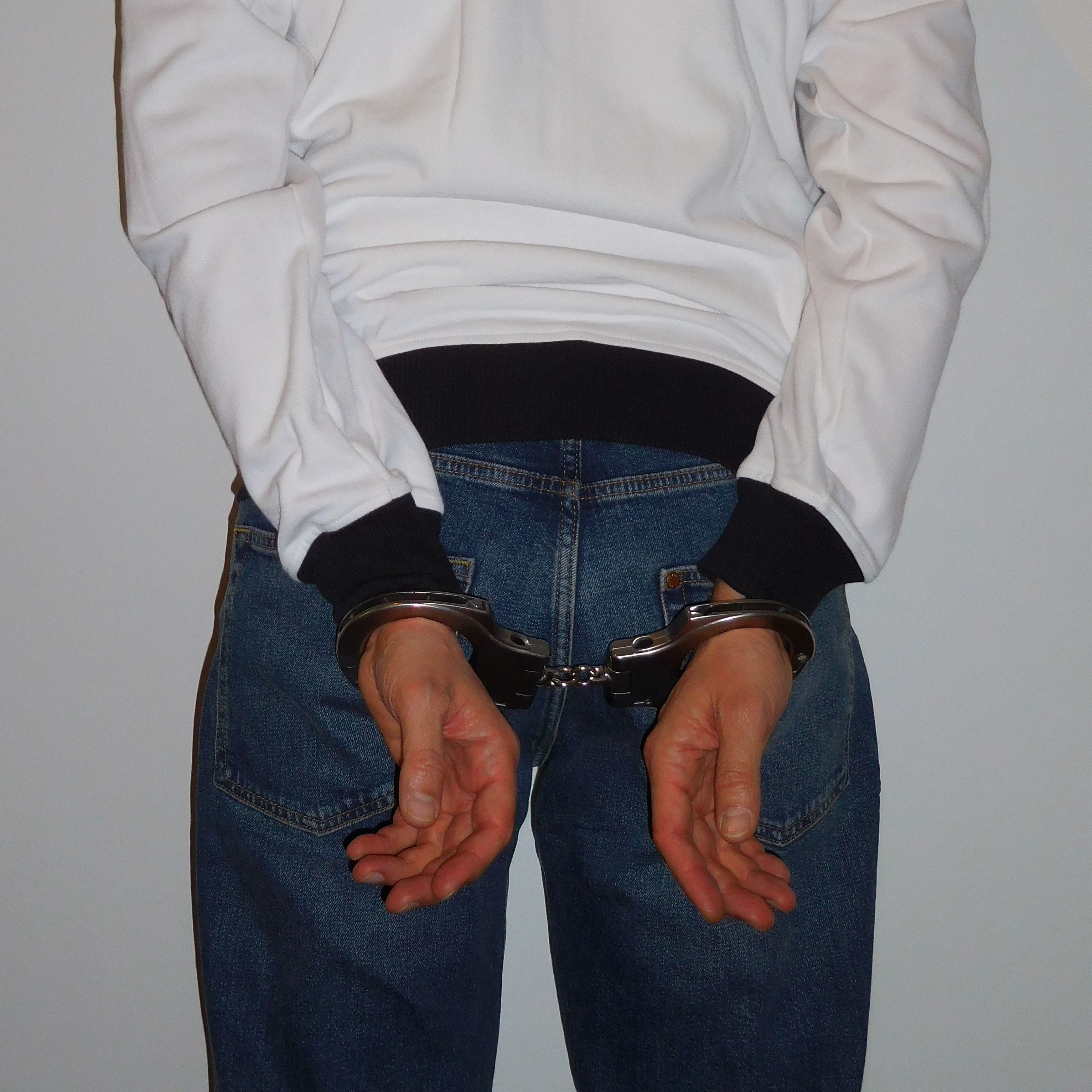
Festgenommener Mann in Handschellen

Im Strafvollzug z. B. in den USA ist es abhängig von der Klassifizierung der Vollzugseinrichtung mitunter üblich, die Gefangenen routinemäßig zu fesseln, sobald diese außerhalb der Zelle bewegt werden. Hier dient der Zweck des Eigenschutzes der Vollzugsbediensteten als generalisierte Berechtigung, jederzeit Fesselungen der Gefangenen vorzunehmen. Hierbei werden stets Handschellen eingesetzt, die in den meisten Fällen hinter dem Rücken angelegt werden und optional mit Fußschellen und weiteren Sicherungsmitteln wie einer Bauchkette kombiniert werden können.

### Anlässe
Es existieren unterschiedliche Gründe, die zu einer Fesselung führen. Häufig ist nicht nur ein einzelner Grund die Ursache für die Fesselung, sondern eine Kombination aus mehreren Gründen.
Verhinderung der Flucht
Gefangenen werden Fesseln angelegt, um sie an der Flucht zu hindern. Dazu wird die Möglichkeit, sich selbst von der Stelle zu bewegen, entweder eingeschränkt (zum Beispiel durch Anlegen von Hand- und/oder Fußschellen) oder vollständig entzogen (durch Fesselungen, die das eigenständige Laufen unmöglich machen (zum Beispiel den hog tie, siehe unten), oder durch Fesseln des Gefangenen an einen Gegenstand, zum Beispiel durch Anketten an eine Wand).
Selbstschutz
Personen werden Fesseln angelegt, um zu verhindern, dass sie sich selbst Schaden zufügen (bei geistiger Verwirrung oder akuter Selbstmordgefahr), beispielsweise durch Festschnallen an ein Bett oder in früheren Zeiten durch das Anlegen einer Zwangsjacke. Im medizinischen Bereich wird dies Fixierung genannt, der Gebrauch des Wortes Fesselung ist verpönt.
Fremdschutz
Die Fesselung soll verhindern, dass die gefesselte Person anderen Personen Schaden zufügt.

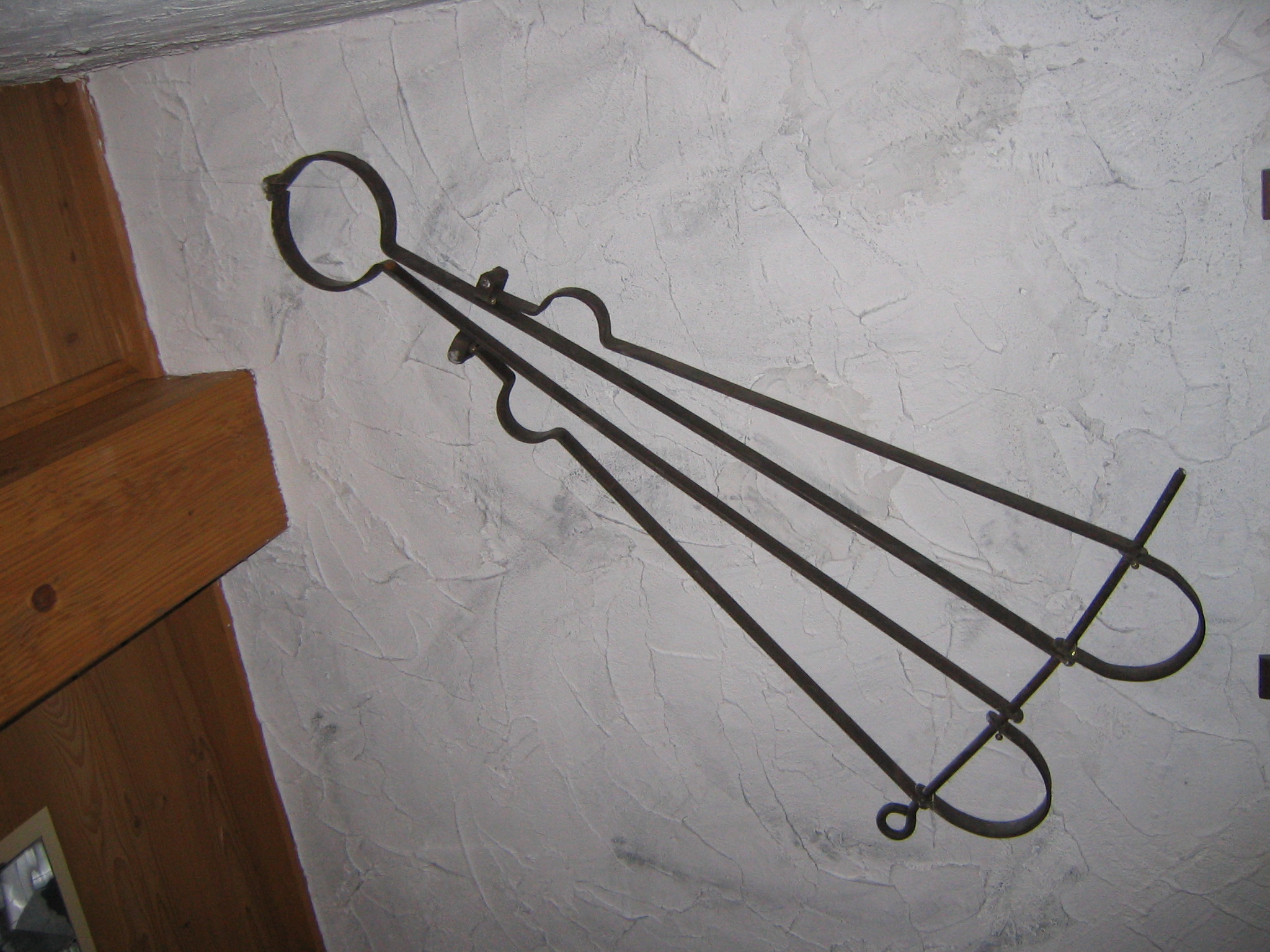
Storch

Erzwingung von Geständnissen, Durchführung von Körperstrafen und Hinrichtungen
Personen wurden und werden im Rahmen der Anwendung von Folter gefesselt. Die Fesselung ist dabei entweder Mittel zum Zweck, um zu verhindern, dass sich die gefesselte Person der Anwendung der Folter entzieht, oder stellt durch sehr eng angelegte Fesseln selbst eine Foltermethode dar. Letzteres wurde beispielsweise in früheren Zeiten in Japan durchgeführt. In diese Kategorie fällt auch das Folterinstrument Storch, welches Kopf (hinten), Arme (Mitte) und Knöchel (vorn) in einer derart unbequemen Art und Weise zusammenzwängt, die sehr schnell starke Krämpfe erzeugt.

Weiterhin wurden und werden Personen vor der Durchführung von Körperstrafen häufig zur weitgehenden Bewegungsunfähigkeit gefesselt, beispielsweise bei Auspeitschungen oder der Bastonade die jeweils in einigen Ländern noch heute von der Justiz angewendet werden. Hier dient die Fesselung zur Bewegungsunfähigkeit auch dem Schutz der betreffenden Person, da durch unwillkürliche Bewegungen während der Ausführung der Körperstrafe aufgrund des Schmerzreizes die Ausführung ansonsten unpräzise zu werden droht. Hierbei könnten nicht vorgesehene Bereiche des Körpers getroffen und ungewollt behandlungsbedürftig verletzt werden, welches durch die stringente Fesselung verhindert wird. Auch beim Vollzug der Todesstrafe werden die Verurteilten in der Regel vorher gefesselt.

## Spiele
Die Fesselung ist in einem bestimmten Entwicklungsstadium ein beliebtes Spiel unter Kindern. In Rollenspielen wie Cowboy und Indianer oder Räuber und Gendarm fesseln sich Kinder gegenseitig und lernen dabei (je nach Rolle als Gefesselter oder Fesselnder) die damit verbundenen Gefühle kennen (Machtausübung, Machtlosigkeit, Demütigung).
In der Tradition mancher Pfadfindergruppen kennt man das Pflöckeln oder Pflocken. An vier in die Erde geschlagenen Holzpflöcken werden hierbei die ausgestreckten Arme und Beine des „Gefangenen“ mit Schnüren befestigt, so dass dieser zwar relativ bequem liegen, sich aber kaum oder gar nicht bewegen kann. Aus pädagogischer Sicht ist diese Tradition umstritten.

## Entfesselungskunst
Betrügerische Spiritisten ließen sich bei in Dunkelheit abgehaltenen Geisterbeschwörungen fesseln, um scheinbar Manipulation der verursachten Phänomene auszuschließen. Dennoch konnten sie durch raffinierte Tricks die Fesseln umgehen und etwa Klopfzeichen geben oder telekinetische Effekte vortäuschen. Gegen Ende des 19. Jahrhunderts entwickelten Zauberkünstler hieraus das Genre Entfesselungskunst, bei der sich der Künstler unter Testbedingungen fesseln lässt, diese jedoch durch Techniken und Tricks überwindet. Der vielseitigste und bekannteste Entfesselungskünstler war der Showman Harry Houdini.

## Machtdemonstration
Das Anlegen einer Fessel wird in der Regel von der gefesselten Person als Akt der Unterwerfung unter fremde Machtausübung unter Verlust jeder Verhandlungsposition empfunden. Diese wird hierbei gegen ihren Willen durch Einsatz von unmittelbarem Zwang und/oder psychischem Druck spürbar in den Umstand totaler Kontrolle und Machtausübung durch andere Menschen versetzt.
Soweit die zu fesselnde Person tätlich um die Erhaltung ihrer Bewegungs- bzw. Fortbewegungsfreiheit ringt, findet mit dem handgreiflichen Brechen des geleisteten Widerstandes und der mit der Fesselung abschließenden Überwältigung der Person eine faktische Unterwerfung statt und ein steiles Machtgefälle wird geschaffen. Die angelegten Fesseln stellen hierbei nicht nur das Ergebnis, sondern auch eine Ausdrucksform der durchgesetzten Macht gegenüber der Schwächeposition dar und zwingen die gefesselte Person spürbar und sichtlich in die Lage nachhaltiger Wehrlosigkeit und Fremdbestimmung. Bei Versuchen der gefesselten Person, weiterhin oder erneut um ihre verwirkte Freiheit zu ringen, setzt sich die zunächst handgreiflich durchgesetzte Machtausübung in Gestalt der Fesselung wirksam und nachhaltig fort, da diese Versuche regelmäßig scheitern und die verlorene Bewegungsfreiheit gerade nicht durch eigene Willensbetätigung zurückerlangt werden kann. Vielmehr wird in diesen Fällen häufig seitens der die Oberhand ausübenden Person(en) die Fesselung bis zur praktisch vollständigen Bewegungsunfähigkeit der gefesselten Person ausgeweitet, welches die Wirkung der Machtdemonstration zudem weiter verstärkt.
Verhält sich die zu fesselnde Person kooperativ, stellt deren Duldung bei üblicherweise entgegenstehendem inneren Willen den sinnbildlichen Ausdruck des unterworfen seins und des Anerkennens der bestehenden Macht der fesselnden Person dar. Hier wird die zu fesselnde Person durch die zumeist begründete Erwartung vor nachteiligen weiteren Folgen dazu gebracht, gegen ihren eigentlichen Willen die zu fesselnden Gliedmaßen wie Hände oder Füße der Fesselung durch die machtausübenden Person(en) preiszugeben und keinen äußerlichen Widerstand zu leisten.
Soweit wie in vielen Fällen keinerlei Versuche von tätlicher Gegenwehr unternommen werden, setzt sich auch in diesen Fällen die tatsächliche Unterwerfung der Person in der Schwächeposition in Gestalt der Fesselung fort. Die gefesselte Person ist sich der Unüberwindbarkeit der Fesseln in diesem Fall umfänglich bewusst und sie wird durch das dauernde Spüren der Fesseln sowie die unnatürliche Bewegungseinschränkung immer wieder von Neuem an ihre Unterlegenheit und Machtlosigkeit erinnert. Die Angst vor weiteren nachteiligen Folgen, die die gefesselte Person selbst nicht abwenden kann, wird hierdurch ständig aufrechterhalten. Somit leistet sie weiterhin keinen Widerstand und verhält sich kooperativ. Auch hier dient die Fesselung als Ausdrucksform tatsächlich bestehender Macht gegenüber der sich faktisch unterwerfenden Person.
Seitens der fesselnden Person wird der Vorgang entsprechend gegenläufig empfunden, hier verleiht das Anlegen der Fesseln an einen in tätlicher Handlung überwältigten oder sich ergebenden und fügenden Menschen das Gefühl von realer Machtausübung und Überlegenheit und löst einen psychologischen Belohnungsmechanismus aus. Diese realen Eindrücke setzen sich auch im Umgang mit bereits gefesselten Menschen fort, auch hier findet sich ein deutliches Gefühl von Überlegenheit und Macht bereits in dem Wissen, theoretisch ungehindert Handlungen an der gefesselten Person gegen deren Willen vornehmen oder dieser sogar Leiden, in extremen Fällen wie Geiselnahmen bis hin zur Tötung, zufügen zu können.

## Auswirkungen
Das erzwungene Tragen von Fesseln wird von den meisten Personen in regulären gesellschaftlichen Situationen als Demütigung sowie herabsetzend und ehrenrührig empfunden. 
Die gegen den Willen der betreffenden Person angelegten Fesseln stellen in diesem Zusammenhang ein unmittelbar spürbares und für außenstehende Personen sichtbares Sinnbild des gebrochenen Willens der gefesselten Person dar, sowohl beim Anlegen als auch beim anschließenden Tragen. 
Der teilweise oder vollständige Entzug der Bewegungsfreiheit mit der damit verbundenen Machtlosigkeit und dem Gefühl des wehrlosen Ausgeliefert- und Unterworfenseins gegenüber Handlungen fremder Personen geht in der Regel mit einer starken psychischen Belastung und hohem Leidensdruck einher. Dies ist umso mehr der Fall, da im Einzelfall durch fremde Personen aufgezwungene Handlungen oder Duldungen in praktisch allen Fällen den eigenen Interessen der gefesselten Person in drastischer Weise zuwiderlaufen. Somit führen bereits die ständig präsenten dahingehenden Befürchtungen zu einem hohen Leidensdruck, ohne dass es konkreter repressiver Handlungen bedarf. 
Teilweise werden Personen daher gefesselt, um sie einzuschüchtern, zu entmutigen sowie deren Willen zu brechen und so z. B. Geständnisse zu erpressen, Informationen zu entlocken oder die überwältigte Person gefügig zu machen. Die Fesselung schafft hierbei für die gefesselte Person ein geradezu erdrückendes Machtgefälle, da ihr Wohlbefinden objektiv umfänglich vom Interesse und ausgeübten Willen anderer Personen abhängig ist. Ihr selbst verbleibt keinerlei Entscheidungsspielraum selbst in persönlichen oder intimen Angelegenheiten und keinerlei abgegrenzte und geschützte Privatsphäre. 
Das allgegenwärtige Wissen der gefesselten Person, dass in ihrer Situation fremde Menschen die praktisch unbeschränkte Macht besitzen, ihr empfindliches Leiden zuzufügen, ohne dass sie selbst in der Lage wäre, dieses auch nur im Ansatz zu verhindern, nimmt sehr häufig einen nachhaltigen Einschnitt in das Selbstbewusstsein und Selbstbild der Betroffenen vor. 
Hiervon erholen sich viele auch nach Beendigung des Zustandes nur schrittweise, häufig bleibt das Selbstbewusstsein auf Dauer angeschlagen. Im Fall von Strafgefangenen, die keine Möglichkeit haben, die Erlebnisse zu kompensieren, da diese ständig wiederkehren, tritt an dieser Stelle häufig nach einiger Zeit eine Gewöhnung bis hin zur Akzeptanz der unabänderlichen Situation ein. Ähnliches wird von langjährigen Entführungsopfern berichtet. 
Die meisten gefesselten Personen empfinden es als besonders demütigend, in Fesseln der Öffentlichkeit präsentiert zu werden. Dies wurde in früheren Zeiten bei der Anwendung von Ehrenstrafen ausgenutzt, beispielsweise durch das angekettete Stehen am Pranger. Während in Deutschland gefesselte Gefangene nach Möglichkeit vor der Öffentlichkeit verborgen werden, gehört es zur Praxis der Strafverfolgungsbehörden in den USA, dass Verdächtige auf einem sog. Perp walk in Ketten durch die Öffentlichkeit geführt und ihnen nach einer Verurteilung bereits im Gerichtssaal Handfesseln hinter dem Rücken angelegt werden. In einigen Staaten der USA werden Strafgefangene zu gemeinnütziger Arbeit gezwungen, während derer sie Fußfesseln tragen müssen und hierbei auch von der Allgemeinheit gesehen werden können (so genannte chaingangs).
Die gefesselte und somit für außenstehende Personen sichtlich der Möglichkeit selbstbestimmter Entscheidungen enthobene Person erleidet hierdurch in vielen Fällen einen nachhaltigen Verlust des gesellschaftlichen Ansehens und Selbstverständnisses, die häufig auf Dauer beschädigt bleiben.
Eine weitere nachhaltige Form der Demütigung ist das Fesseln von teilweise oder vollständig entblößten Personen, die durch ihre Fesseln daran gehindert werden, ihre Blöße zu bedecken. 
In gemäßigter Form wird dies in den Vereinigten Staaten von Amerika praktiziert, indem bei aufgenommenen Verdächtigen häufig zunächst die Fußbekleidung beschlagnahmt wird und diese dann die bereits als solche demütigende Aufnahmeprozedur barfüßig über sich ergehen lassen müssen, während sie die meiste Zeit zusätzlich mit Handschellen gefesselt sind. Hierbei haben die Gefangenen keine Möglichkeit, ihre entblößten Füße zu bedecken, sondern müssen diese vielmehr häufig präsentieren, z. B. beim Aufstellen an Linien oder Markierungen. Durch die zusätzlich einschüchternde Wirkung der erzwungenen Barfüßigkeit und der damit einhergehenden ungewohnten Verletzlichkeit und Herabsetzung gegenüber den beschuhten Beamten und zivilen Angestellten lassen sich viele Gefangene wirkungsvoll davon abhalten, ernst zu nehmenden Widerstand zu leisten oder sich feindselig gegenüber den Beamten zu verhalten. 
In einigen amerikanischen Gefängnissen ist es in diesem Zusammenhang üblich, während potentieller Konfrontationslagen die Gefangenen zunächst die Fußbekleidung ablegen zu lassen, bevor eine Fesselung durchgeführt wird. Zunächst dient es vordergründig der Sicherheit der Beamten, da auch unwillkürliche Tritte mit bloßen Füßen weniger ernste Verletzungen hervorrufen als unter dem Schutz von Schuhwerk ausgeführte. Weiterhin werden die Gefangenen hierdurch jedoch über die Fesseln hinaus zusätzlich eingeschüchtert und gedemütigt und hiermit von gewalttätigen Handlungen abgehalten.

## Verhinderung der Durchführung von Tätigkeiten
Personen werden gefesselt, um sie an der Durchführung von Tätigkeiten zu hindern. Beispielsweise fesselt ein Straftäter sein Opfer, um zu verhindern, dass es die Polizei ruft. Oft werden die Opfer zusätzlich geknebelt.
Wie oben dargestellt, wurden und werden im Rahmen von Körperstrafen zu züchtigende Personen für die Prozedur zumeist weitgehend bewegungsunfähig gefesselt, um zu verhindern, dass diese sich einer geordneten Ausführung entziehen.

## Durchführung

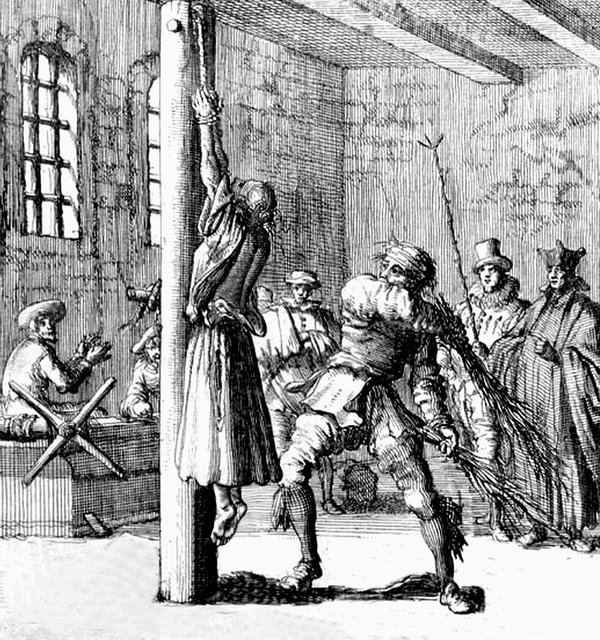
Auspeitschung einer gefesselten Gefangenen (Jan Luyken, 17. Jhd.)

### Seile
Hierbei handelt es sich vermutlich um die älteste Form der Fesselung. Der zu fesselnden Person werden entweder Hände und/oder Füße mit Seilen zusammengebunden oder die Person wird an einem Gegenstand angebunden (zum Beispiel an einen Baum, einen Stuhl oder ein Bett). Werden die Hände vor dem Körper gefesselt ist die Wahrscheinlichkeit hoch, dass sich die gefesselte Person selbst befreien kann, werden die Hände dagegen auf den Rücken oder an einen Gegenstand gebunden, kann erreicht werden, dass eine Selbstbefreiung unmöglich ist. Bei der Fesselung der Beine werden entweder die Fußgelenke zusammengebunden oder die Beine teilweise oder komplett mit Seil umwickelt. Geiseln werden meist auch noch geknebelt.
Die berühmteste Art der Fesselung mit Seilen ist wohl das Anbinden von Gefangenen an den Marterpfahl, wie es von den Indianern praktiziert wurde und von Kindern gerne nachgespielt wird. 
Eine weitere Form der Fesselung mit Seilen – aber auch mit anderen Fesseln wie z. B. Hand- und Fußschellen vor allem im Strafvollzug – ist der so genannte Hogtie, im deutschen Sprachgebrauch teilweise als Stillstellung bezeichnet: Die gefesselte Person liegt auf dem Bauch, Hand- und Fußgelenke sind jeweils eng zusammengebunden (die Hände hinter dem Körper), mit einem weiteren Seil oder einer Kette werden die Hand- und Fußfesseln hinter ihrem Rücken miteinander verbunden, so dass die Knie orthogonal bis spitz angewinkelt sind und die Füße nach oben zeigen. Diese Fesselung hat einen weitreichenden Effekt, die gefesselte Person ist praktisch bewegungsunfähig und kann sich weder fortbewegen noch irgendeine Form von Widerstand oder Gegenwehr leisten. In amerikanischen Haftanstalten wird diese Art der Fesselung seitens der Ausführenden euphemistisch mitunter auch als Shakira bezeichnet, da körperliche Regungen der auf diese Weise gefesselten Gefangenen im Wesentlichen auf Hüftbewegungen beschränkt sind und somit an die populäre Sängerin erinnern. Teilweise wird diese Fesselung ohne Unterbrechung über Zeiträume von bis zu 48 Stunden aufrechterhalten.
Die Fesselung mit Seilen wurde in Deutschland zuletzt offiziell zur Zeit des NS-Regimes vor allem in Lagern regelmäßig eingesetzt, wird jedoch in heutiger Zeit von Polizei und Justiz sowie im medizinischen Bereich nicht mehr angewendet. Wurden die Seile zu stramm gezogen oder die gefesselte Person an den Fesseln aufgehängt, wie es in NS-Lagern häufig praktiziert wurde, konnten erhebliche Schmerzen bis hin zu dauerhaften Verletzungen durch Abschnürung der Blutzufuhr oder Nervenschädigungen die Folge sein.

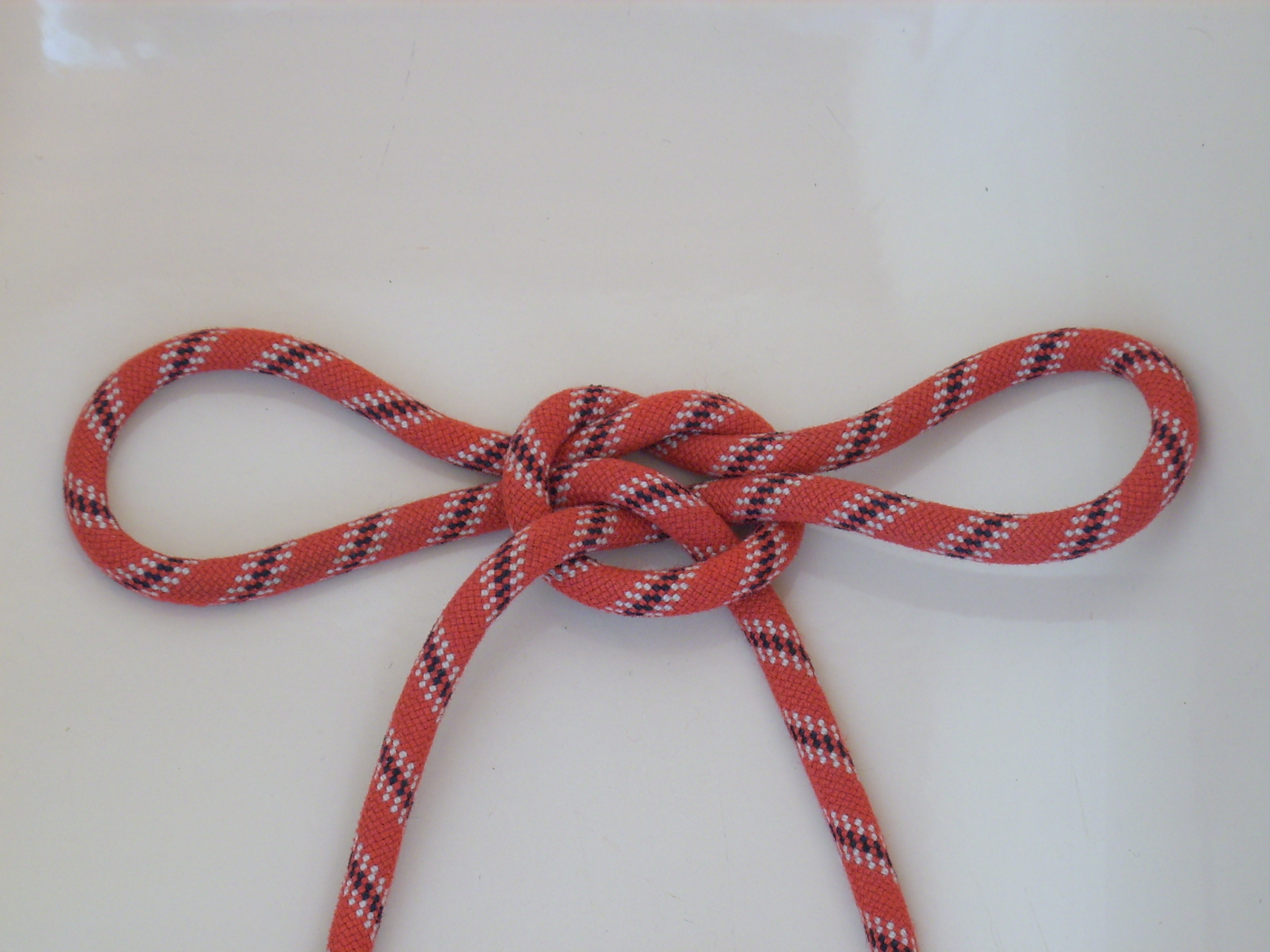
Fesselknoten

### Knoten
Besonders geeignet ist der Fesselknoten, bei dem die Hände oder Füße in zwei zuziehende Schlingen gesteckt werden.

### Hand- und Fußschellen, Ketten

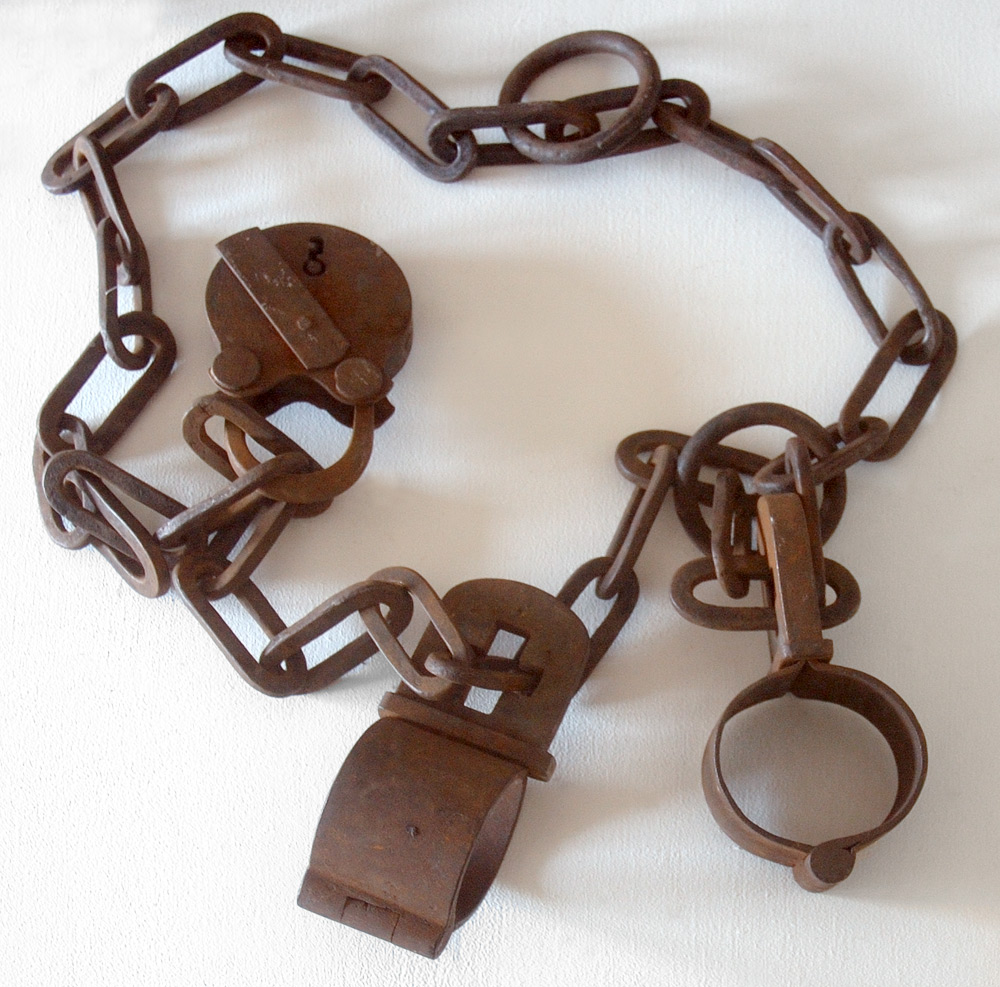
Ketten und Eisenschellen

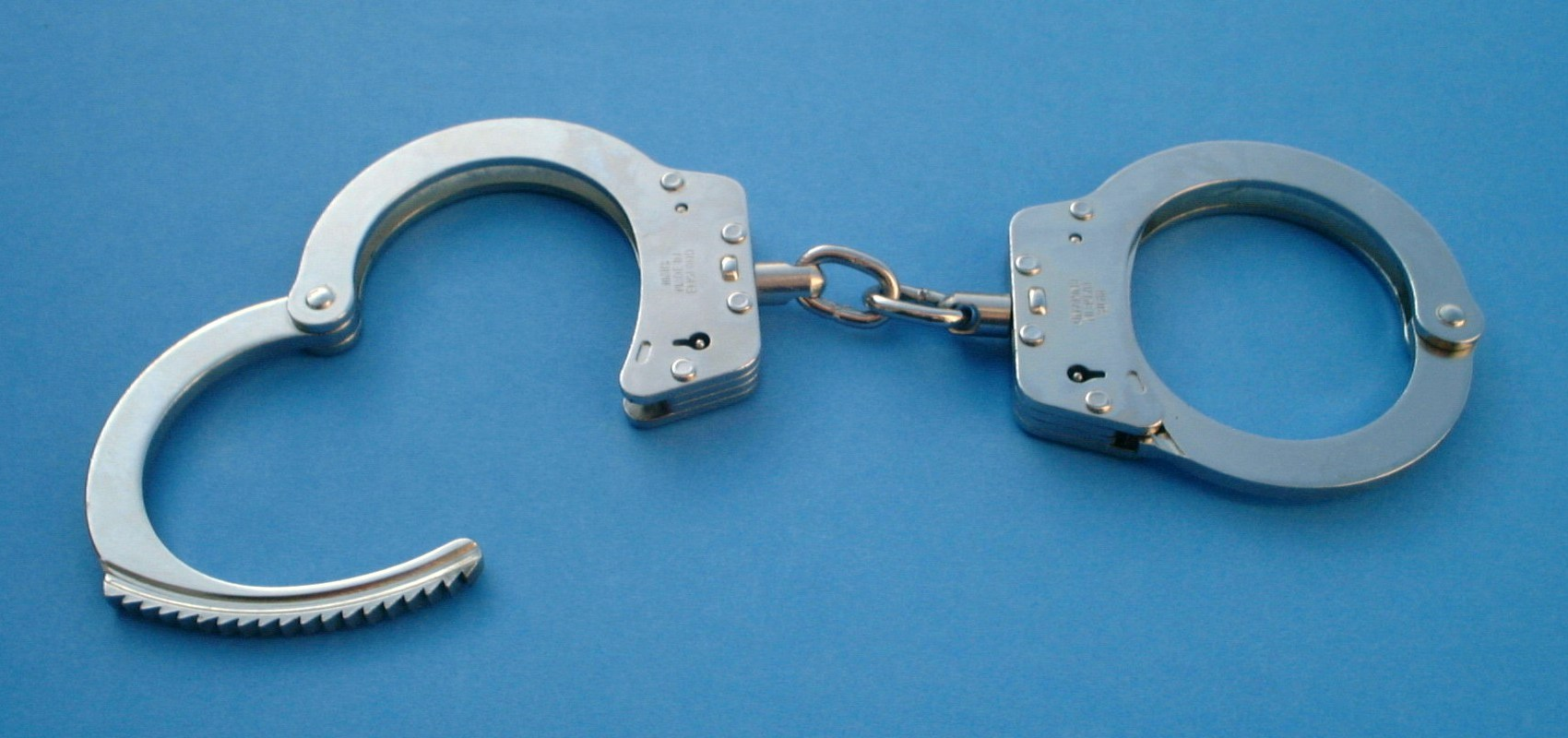
Moderne Handschellen

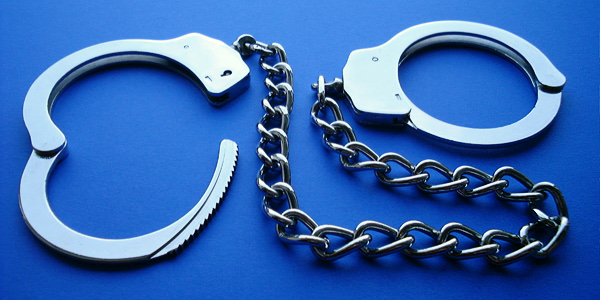
Moderne Fußschellen

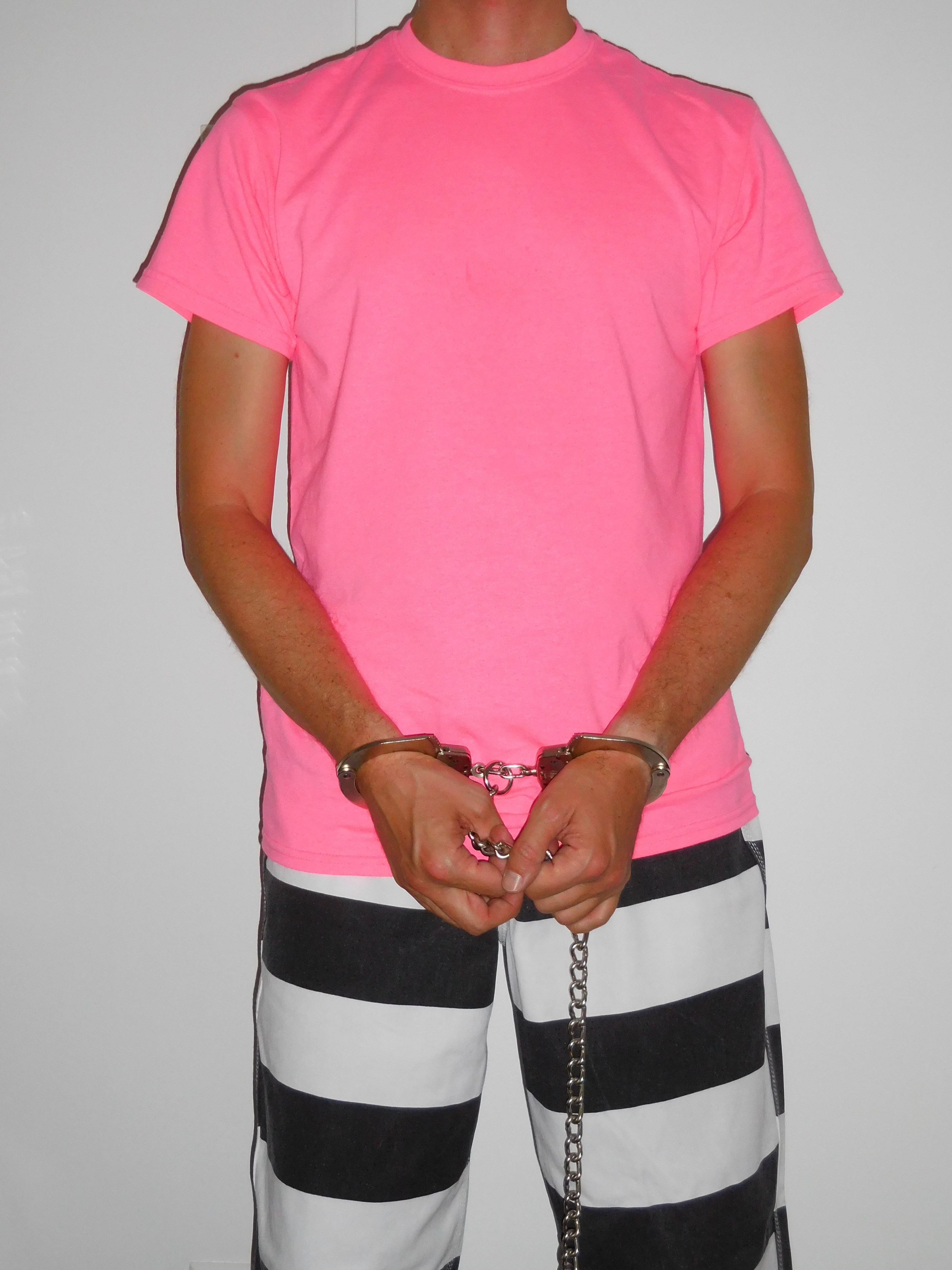
Gefangener in kombinierten Hand-Fußfesseln für den Transport (USA)

Eine Fesselung nur mit Ketten, welche der zu fesselnden Person ähnlich einem Seil um die Extremitäten geschlungen und mit einem Schloss gesichert werden, ist im hoheitlichen Bereich in der Regel nicht anzutreffen, da die Gefahrenlage ähnlich wie der der Fesselung mit Seilen einzuordnen ist, siehe Rubrik „Seile“. Normalerweise werden der zu fesselnden Person abschließbare Schellen aus Metall um Hand- und/oder Fußgelenke gelegt, zum Teil auch um die Taille. Handschellen sind in der Regel durch mindestens ein Kettenglied miteinander verbunden, Fußschellen meist durch eine mehrgliedrige Kette, so dass je nach Länge der Kette die Bewegungsfreiheit mehr oder weniger eingeschränkt wird. Bei der Fesselung mit Ketten wird auch davon gesprochen, eine Person „in Ketten zu legen“ oder „in Eisen zu legen“.
Sowohl die Schellen als auch die Ketten waren in früheren Zeiten sehr dick und schwer. Heute werden wesentlich leichtere Schellen und Ketten verwendet. Zu den Verschlussmechanismen der Schellen siehe Hand- und Fußschellen. Für die Fesselung mit Hand- und Fußschellen gelten im hoheitlichen Bereich besondere Anforderungen an die eingesetzten Schließmittel.
Die verbreitetste Form der Fesselung mit Ketten geschieht mit Handschellen, mit denen der zu fesselnden Person die Hände entweder vor oder hinter dem Körper zusammengekettet werden. Bei der Fesselung vor dem Körper verbleibt der gefesselten Person noch eine recht große Bewegungsfreiheit, sodass sie mit den gefesselten Händen auch um sich schlagen und nach wie vor ein erhebliches Gefährdungspotential für andere Menschen, wie zum Beispiel Polizisten oder Vollzugsbeamte aber auch Unbeteiligte, darstellen kann. Bei einer Fesselung hinter dem Körper wird diese Gefährdungslage vermieden, da die Arme außerhalb ihres natürlichen Bewegungsradius gebracht werden. Allerdings kann es für die gefesselte Person unangenehm bis schmerzhaft sein zu sitzen (zum Beispiel beim Transport im Auto) oder auf diese Weise zu ruhen. Die Fesselung mit Handschellen vor allem hinter dem Rücken verringert die Fluchtmöglichkeiten ganz erheblich, da normalerweise auch die Arme beim Laufen (vor allem beim Rennen) bewegt werden, um das Gleichgewicht besser zu halten. Die Fesselung mit Handschellen ist sehr verbreitet bei der Verhaftung von Personen durch die Polizei und bei der Sicherung von Gefangenen durch die Justiz.
Soll die Bewegungsfreiheit weiter eingeschränkt werden, werden meist zusätzlich Fußschellen angelegt. Die Kette zwischen den Fußschellen ist in der Regel um ein Vielfaches länger als bei den Handschellen, so dass es weiterhin möglich bleibt mit einer begrenzten Schrittlänge in vergleichsweise normaler Geschwindigkeit zu gehen, soweit der Schrittwechsel entsprechend erhöht wird. Durch die verkürzte Schrittlänge kann jedoch durch Laufbewegungen nur eine vergleichsweise geringe Geschwindigkeit erzielt werden, sodass eine flüchtende Person meist mühelos eingeholt und wieder in Gewahrsam genommen werden kann. Fußschellen werden teilweise auch in Deutschland beim Transport von Gefangenen eingesetzt.
Bis in das frühe 20. Jahrhundert wurden zur Einschränkung der Bewegungsfreiheit von Gefangenen auch Eisenkugeln verwendet, die mit einer Kette und einer Fußschelle verbunden waren. Die gefesselte Person konnte sich so weitgehend ungehindert bewegen, so weit die Kette reichte. Um sich weiter fortzubewegen, musste sie die Eisenkugel vom Boden aufnehmen und tragen, was aufgrund deren Gewichts ebenfalls nur ein langsames und beschwerliches Fortbewegen ermöglichte.
Zusätzlich zum Anlegen von Hand- und Fußschellen kann die Fesselung mit Ketten weiter verschärft werden. In den USA ist es üblich, Gefangene mit so genannten combinations zu fesseln. Diese bestehen aus einem Paar Hand- und Fußschellen, die durch eine zusätzliche senkrecht verlaufende Kette miteinander verbunden sind; die Ketten bilden somit ein auf der Seite liegendes H. Die Hände werden der zu fesselnden Person meist vor, seltener hinter den Körper gefesselt, wobei die zusätzliche senkrechte Kette verhindert, dass die Hände im Stehen weiter als bis zur Hüfte gehoben werden können. Im Sitzen können bei der Fesselung vor dem Körper die Hände jedoch bis ans Gesicht geführt werden, was teilweise dadurch verhindert wird, dass eine zusätzliche Kette (Bauchkette) oder ein Ledergurt um die Hüften gelegt wird, woran die Handschellen fixiert werden.

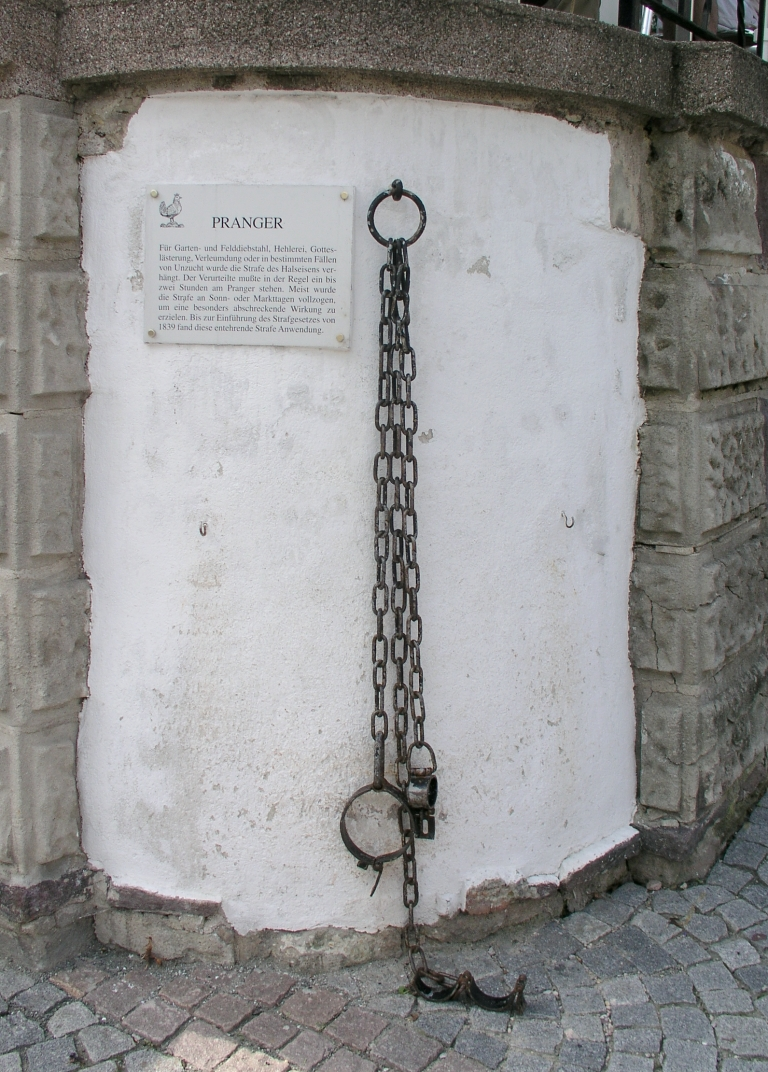
Pranger mit Ketten und Halseisen

Vor der Einführung neuzeitlicher Gefängnisse mit ausreichender Sicherung war es verbreitet, Gefangene während der Haft in Ketten zu legen, meistens wurden sie dabei an Händen und/oder Füßen an einen in der Wand oder dem Boden verankerten Ring angekettet, was eine Flucht verhindern sollte. Früher wurden auch Halseisen verwendet, die der zu fesselnden Person um den Hals gelegt und verschlossen wurden. Die daran befindliche Kette wurde entweder mit den weiteren angelegten Ketten oder mit der Wand verbunden. Halseisen wurden auch verwendet, um Verurteilte an einen Pranger zu fesseln.
Gefangene in verschließbare Fesseln zu legen, stellt im Vergleich zu anderen Fesselungsmethoden (Seile, Holzblöcke) eine relativ humane Form der Fesselung dar, weil normalerweise eine gewisse Bewegungsfreiheit bei hoher Sicherungswirkung verbleibt. In unsachgemäßer Weise zu eng geschlossene Hand- oder Fußschellen können jedoch erhebliche Schmerzen hervorrufen und bei längerem Tragen zu Verletzungen führen. Die schweren alten Schellen früherer Zeiten scheuerten zudem die Haut wund. Auch korrekt angelegte Schellen modernen Typs können im Einzelfall Folter oder unmenschliche Behandlung darstellen. So hat der EGMR entschieden, dass es unzulässig ist, Gefangene außerhalb der Zelle generell mit Hand- und Fußschellen zu fesseln, solange es dafür keinen konkreten Anlass gibt. In den USA hat in jüngster Zeit die weit verbreitete Praxis, jugendliche Straftäter ohne Rücksicht auf ihre Gefährlichkeit bei Gerichtsterminen zu fesseln (indiscriminate juvenile shackling), für Diskussionen gesorgt. Kritisiert wird, dass eine anlasslose Fesselung von den Betroffenen oft als herabsetzend und demütigend empfunden wird, die Mitwirkung am Gerichtsverfahren behindert und der Rehabilitierungsgedanke des Jugendstrafrechts konterkariert wird. Eine Initiative von Strafverteidigern hat dazu geführt, dass immer mehr Bundesstaaten indiscriminate shackling verbieten und eine Fesselung nur mehr dann zulässig sein soll, wenn von der betroffenen Person eine konkrete Gefährdung ausgeht.

### Holzblöcke

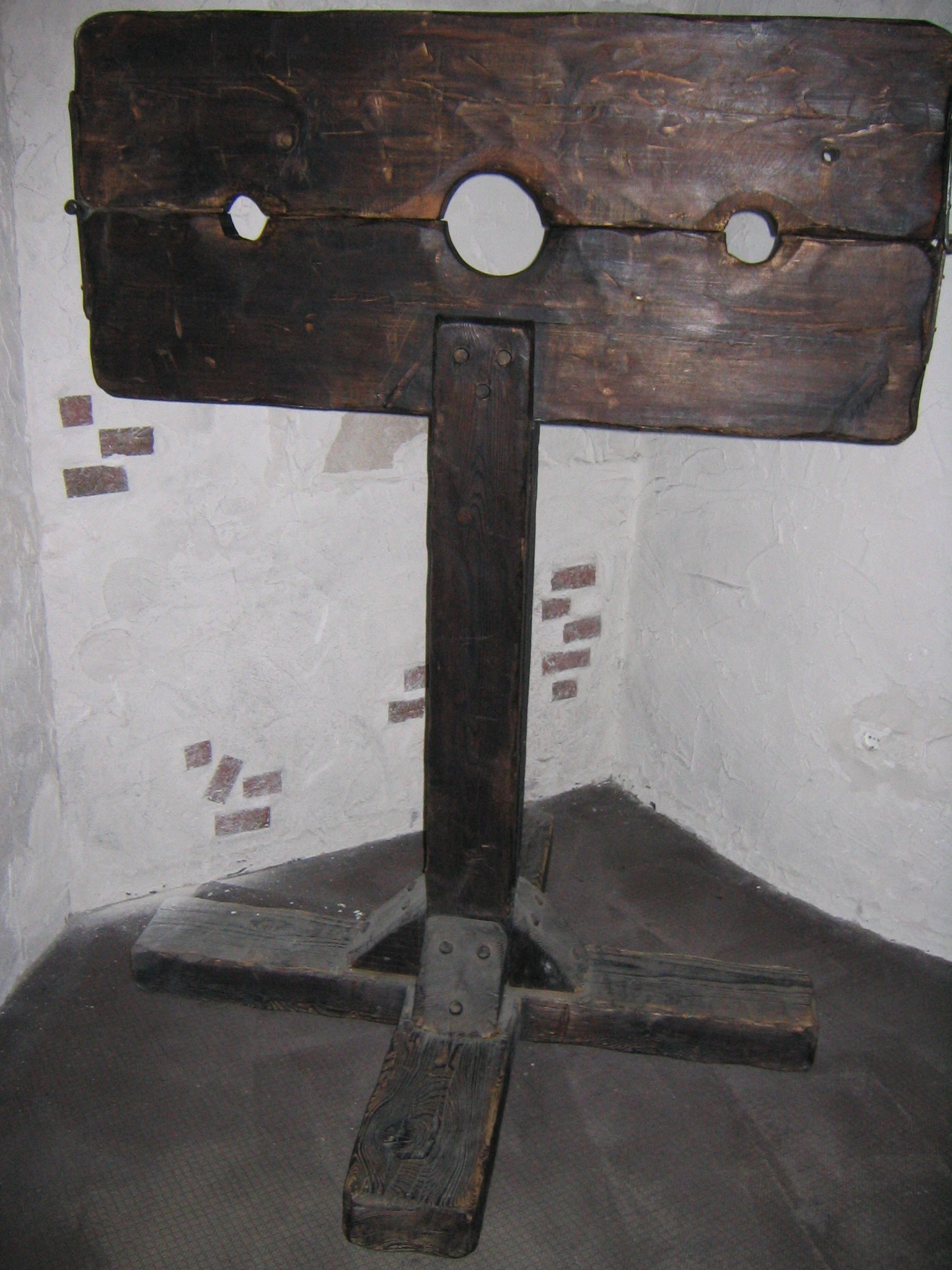
Joch (Pranger) aus massiven Holzblöcken mit Aussparungen für Kopf und Hände

Im Mittelalter bis in die frühe Neuzeit wurden auch Holzblöcke zur Fesselung verwendet. Dazu wurden zwei Holzblöcke übereinander gelegt und an der einen Seite mit einem Scharnier und auf der anderen Seite mit einem Verschlussmechanismus versehen. Die Holzblöcke erhielten jeweils halbkreisförmige Aussparungen, die im verschlossenen Zustand genau übereinander lagen. So entstanden Löcher, welche die Handgelenke, Fußgelenke oder den Hals der gefesselten Person umschlossen und die so klein waren, dass Hände, Füße oder Kopf nicht hindurchgezogen werden konnten. Anstatt die Holzblöcke mit Scharnier und Schloss miteinander zu verbinden, wurden diese teilweise auch miteinander verschraubt. Die Fesselung mit Holzblöcken geschah im Wesentlichen durch drei verschiedene Varianten:
1. Sitzen im Stock: Die Methode wurde vor allem zur Fesselung von Gefangenen im Kerker, seltener auch bei der Anwendung der Prangerstrafe verwendet. Die Holzblöcke erhielten entweder zwei Löcher für die Füße oder vier Löcher für Hände und Füße. Zum Anlegen der Fessel wurde der obere Block nach oben geklappt oder entfernt. Die zu fesselnde Person musste sich auf den Boden setzen und die Fußgelenke in die dafür vorgesehenen halbkreisförmigen Aussparungen legen, bei der Version mit vier Löchern zusätzlich auch die Handgelenke. Daraufhin wurde der obere Block auf den unteren gelegt und mit diesem verbunden. Bei der Version mit zwei Löchern blieben die Hände entweder frei oder wurden ebenfalls gefesselt, zum Beispiel mit U-förmigen Eisenschellen, die auf dem oberen Block montiert wurden, mit einem dritten Holzblock, der zusätzlich auf die beiden anderen Blöcke gesetzt wurde oder mit Ketten. Bei der Version mit vier Löchern wurden die Fußgelenke in die beiden äußeren, die Handgelenke in die beiden inneren Löcher geschlossen. Dies hatte eine sehr unbequeme Sitzposition zur Folge: Der Oberkörper musste weit nach vorne gebeugt werden, die Beine waren gespreizt. Der untere Block wurde teilweise fest mit dem Boden verbunden.
2. Das Joch ähnelte dem Stock. Es diente zur Fesselung der Hände und verfügt über drei Löcher: ein größeres in der Mitte für den Hals und zwei weitere außen für die Handgelenke. In Deutschland kam im Mittelalter vor allem eine andere Version zum Einsatz, die so genannte Halsgeige. Das Prinzip entspricht dem des Jochs, allerdings wurden Holzbretter anstatt von -blöcken verwendet. Die Löcher für die Handgelenke befanden sich nicht links und rechts vom Loch für den Hals, sondern beide auf der gleichen Seite, die Hände wurden dabei hintereinander vor dem Hals gefesselt, nicht daneben. Das Scharnier befand sich hinter dem Nacken, das Schloss vorne bei den Händen. Die Halsgeige wurde vor allem für leichte Ehrenstrafen verwendet, in sie wurden vor allem Frauen und Mädchen geschlossen und damit durch die Stadt geführt.
3. Eine verbreitete Form des Prangers war ein Joch, das fest auf einem Holzpfahl montiert war. Der Pranger umschloss den Hals und die Handgelenke der verurteilten Person, sie musste in gebückter Haltung stehen.

Die Fesselung mit Holzblöcken bot sich im Mittelalter an, da diese Form der Fesseln wesentlich einfacher herzustellen war als Ketten und Eisenschellen. Es handelt sich jedoch um eine der schmerzvollsten und grausamsten Fesselungsmethoden, da der gefesselten Person die Bewegungsfreiheit praktisch vollständig entzogen wird. Ein Gefangener, der an Händen und Füßen in einen Holzblock eingeschlossen ist, ist nicht in der Lage, eigenständig Nahrung zu sich zu nehmen, geschweige denn sich von seinen Exkrementen zu befreien. Die körperlichen Schmerzen für derartig gefesselte Personen müssen immens gewesen sein.

### Riemen und Gurte

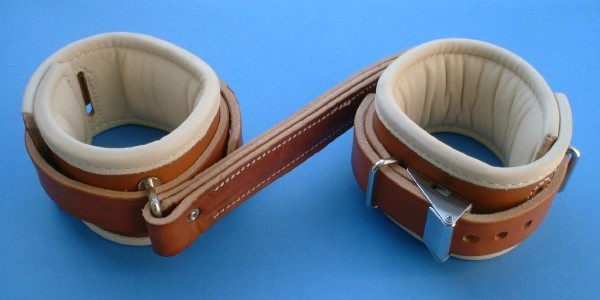
Fußfessel aus dem medizinischen Bereich

Riemen und Gurte werden in erster Linie dazu verwendet, um Personen an Gegenständen festzuschnallen. Häufigster Anwendungsfall ist das Festschnallen von verwirrten Patienten am Bett, die andernfalls sich selbst oder auch anderen Schaden zufügen könnten. Man spricht in diesem Zusammenhang von einer Fixierung. Früher wurde die zu fesselnde Person mit Ledergurten angeschnallt, heute werden hierfür Gurte aus Textilien verwendet, da diese hygienischer (waschbar) und weniger martialisch sind. Die leichteste Form der Fixierung ist der Bauchgurt. Er ist etwa 20 bis 30 cm breit und wird oberhalb der Hüfte um den Leib gelegt. Der Bauchgurt wird vorher mit dem Bett verbunden, so dass die gefesselte Person dieses nicht mehr verlassen kann. Arme und Beine sind jedoch weiterhin beweglich, auch ist es möglich, auf der Seite zu liegen.
Reicht diese Art der Fixierung nicht aus, können weitere Fesseln angelegt werden: Auch um die Handgelenke werden Gurte gelegt und damit die Arme angeschnallt. Früher wurden die Hände am Kopfende des Betts oder neben dem Kopf angebunden, heute neben dem Körper auf Höhe der Hüften. Zur Fesselung der Beine werden Gurte um die Fußgelenke gelegt und am Bett angeschnallt. Die Beine können weiterhin mit zusätzlichen Gurten fixiert werden, die um die Oberschenkel geschnallt werden. Um zu verhindern, dass die gefesselte Person ihren Oberkörper aufrichtet, werden Gurte angelegt, die ähnlich wie die Träger einer Latzhose über die Schultern verlaufen, sich auf dem Rücken kreuzen und vorne und hinten am Bauchgurt befestigt werden. An diesen werden im Schulterbereich weitere Gurte befestigt, die am Kopfende des Betts befestigt werden. Ein solcherart gefesselter Patient ist praktisch vollständig hilflos.
Die Durchführung einer solchen Fixierung in Krankenhäusern und Pflegeheimen bedarf einer behördlichen Genehmigung. Die Fixierung von Patienten wird allerdings immer seltener angewendet, an ihre Stelle ist häufig das Verabreichen von Beruhigungsmitteln getreten.
Die Fixierung durch Gurte ist die humanste Form der Fesselung, da die Gurte im Gegensatz zu Eisenschellen oder Holzblöcken weich sind und somit keine unmittelbare Verletzungsgefahr besteht. Dennoch handelt es sich um eine mehr oder weniger drastische Einschränkung der körperlichen Bewegungsfreiheit, was auf die Dauer unangenehm und schmerzhaft sein kann.
Teilweise wird das Anschnallen von Personen am Bett auch vorübergehend in Gefängnissen angewendet, wenn Gefangene außer Kontrolle geraten. Eine weitere Form der Fesselung mit Riemen und Gurten ist das Anschnallen an speziell dafür konstruierte Stühle. Ein besonders einschneidendes Beispiel hierfür ist der Elektrische Stuhl, aber auch zur Ruhigstellung, Bestrafung, zum Verhör und zur Anwendung von Folter wurden und werden Personen an Stühlen festgeschnallt. Im deutschen Strafvollzug wird eine Fesselung in dieser Form jedoch nicht praktiziert.
Zwecks Durchführung einer Prügelstrafe mittels Stockhieben oder Bastonade wurden Gefangene in früheren Zeiten mit Hilfe von ledernen Riemen und Gurten auf speziellen Prügelböcken oder Bänken festgeschnallt. Der Oberkörper lag in der Regel flach auf der Vorrichtung, Hände und Füße sowie oft auch der Oberkörper der gezüchtigten Person waren eng an das Gerät geschnallt, sodass diese an freien Bewegungen gehindert war. Die Hände konnten bei der Bastonade auch hinter dem Rücken gefesselt sein. Durch die Fesselung hatte die Person keine Möglichkeit, sich den Schlägen meist auf das Gesäß oder die Fußsohlen zu entziehen und musste für die Dauer der Prozedur in der auf diese Weise erzwungenen Körperhaltung ausharren.

### Zwangsjacke

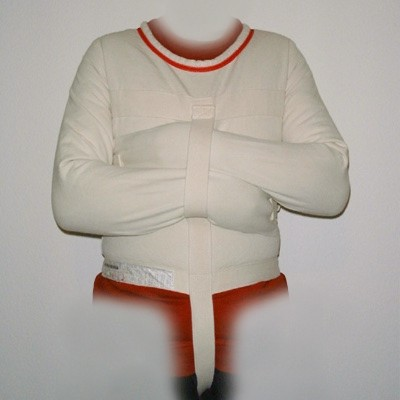
Zwangsjacke aus Leinen, Vorderseite

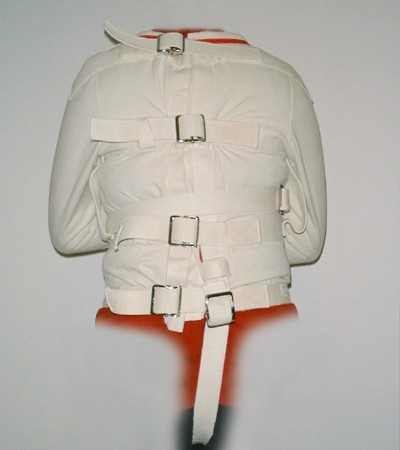
Zwangsjacke, Rückseite

Eine weitere Form der medizinischen Fessel ist die Zwangsjacke. Die Arme der zu fesselnden Person werden in die Ärmel der Zwangsjacke gesteckt, die am Ende keine Öffnung aufweisen. Die Zwangsjacke wird auf dem Rücken verschlossen, indem zahlreiche Gurte geschlossen werden, die Zwangsjacke liegt dadurch sehr eng am Oberkörper an. Die Arme werden vor dem Oberkörper verschränkt, am Ende der Ärmel befinden sich Gurte, die auf den Rücken geführt und dort befestigt werden. Ein weiterer Gurt, das Schrittband, ist fest hinten an der Zwangsjacke befestigt, es wird zwischen den Beinen hindurchgezogen und vorne festgeschnallt, damit die gefesselte Person die Zwangsjacke nicht über den Kopf ziehen kann. Die Bewegungsfreiheit der Beine wird durch die Zwangsjacke nicht beeinträchtigt, sie bleiben entweder ungefesselt oder erhalten eine separate Fessel.
Zwangsjacken wurden früher in der Psychiatrie eingesetzt, werden jedoch – zumindest in Deutschland – nicht mehr verwendet.
Die Fesselung mit der Zwangsjacke wirkt im Vergleich mit anderen Fesseln auf den ersten Blick relativ bequem. Um zu verhindern, dass sich die gefesselte Person selbst befreit, muss die Zwangsjacke, die aus dickem Leinen besteht, jedoch sehr eng anliegen. Dies wird dadurch erreicht, dass die Gurte auf dem Rücken sehr stramm gezogen werden, was zur Beeinträchtigung der Atmung führen kann. Auch die Arme liegen eng am Körper an, was auf Dauer schmerzhaft ist. Weiterhin ist die Zwangsjacke sehr warm, die gefesselte Person beginnt auf die Dauer stark zu schwitzen. Das wird noch wesentlich verstärkt, wenn zusätzlich zur Zwangsjacke noch eine Windel getragen wird, was bei der Anwendung im medizinischen Bereich der Regelfall ist. Eine Fixierung durch Anschnallen am Bett ist wesentlich humaner als das Fesseln mit einer Zwangsjacke.

### Plastikfesseln
Plastikfesseln, z. B. in Form dickerer Kabelbinder, werden teilweise von der Polizei zum Fesseln von Festgenommenen verwendet, vor allem bei Demonstrationen, wo teilweise massenweise Festnahmen durchgeführt werden. Beim Öffnen der Fesselung muss der Einweg-Kabelbinder zerschnitten werden. Verschiedene Hersteller bieten spezielle Versionen für polizeiliche Zwecke an, die mit abgerundeten Kanten des Bandes Schädigungen vermeiden sollen. Auch wiederverwendbare Versionen, die sich mit einem Standard-Handschellenschlüssel öffnen lassen, sowie Doppelschlaufen für die beiden Handgelenke werden produziert.

### Sonstige Materialien

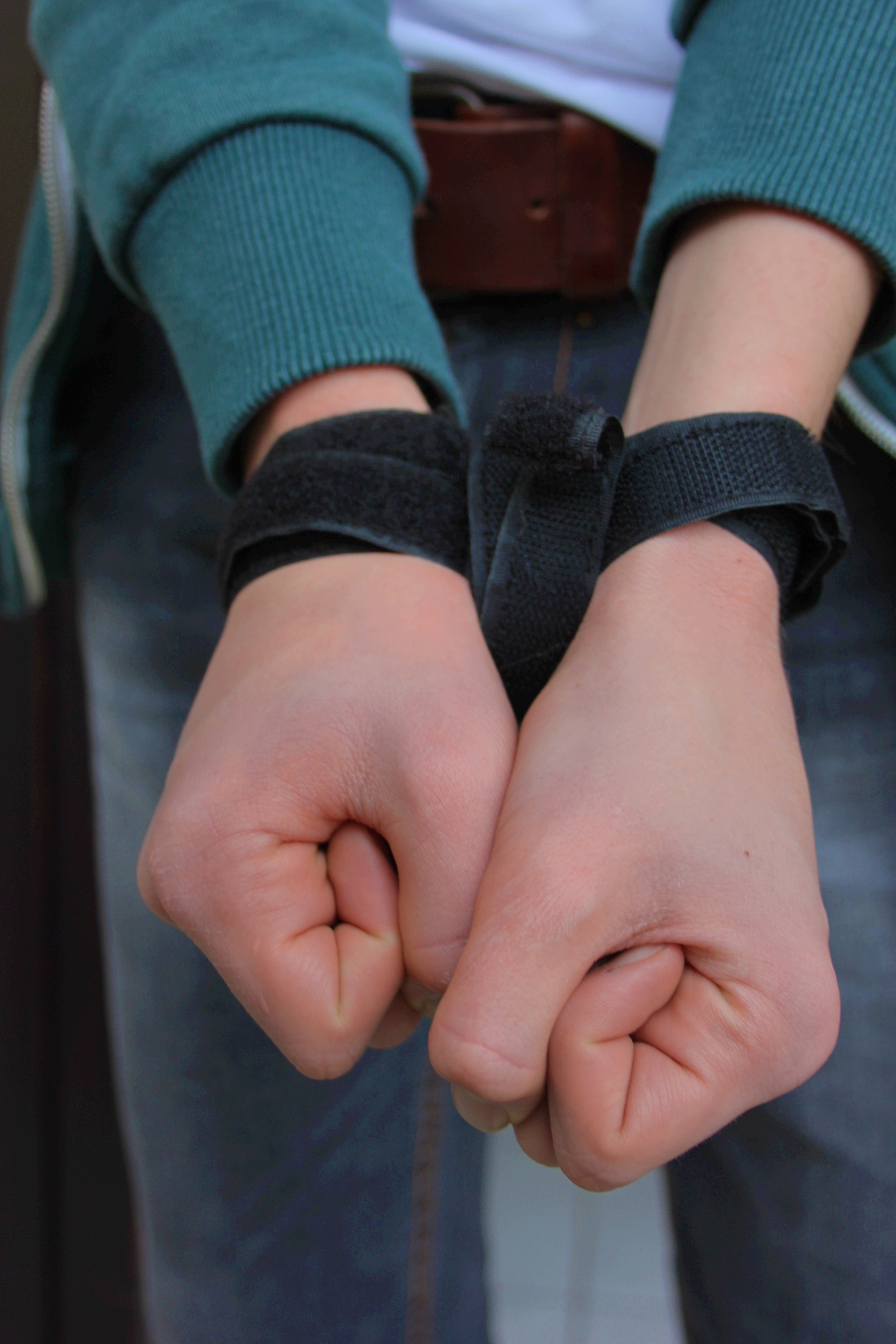
Moderne Klettfesseln

Außerhalb des hoheitlichen Einsatzes durch Polizei, Strafvollzug oder geprüfte Sicherheitsunternehmen kommen verschiedenste, oft sehr phantasievolle Methoden der Fesselung zum Einsatz, vor allem unter gegenseitigem Einverständnis im Interessenbereich des sog. BDSM, aber auch im Bereich von rechtswidrigen Straftaten, die mit einer Freiheitsberaubung der Opfer einhergehen, z. B. durch Geiselnehmer. Gegenstände, die über die oben genannten traditionellen Fesseln hinaus hierzu verwendet werden, sind häufig Alltagsgegenstände wie: Tücher, Schals, Nylonstrümpfe, Klebeband, Plüschhandschellen, Kunststofffolie (Frischhaltefolie), Kabel, Draht oder Klettband.
Je nach verwendetem Material ist die Verletzungsgefahr gegenüber den hoheitlich verwendeten und nach Sicherheitsgesichtspunkten entwickelten Fesselungsinstrumenten deutlich erhöht und sollte nur mit entsprechender Sachkunde und in jedem Fall mit einer Notfallsicherung verwendet werden (z. B. bereit liegender Seitenschneider, Schere). 
Auch bei den häufig im BDSM-Bereich zum Einsatz kommenden Handschellen (z. B. die genannten Plüschhandschellen) sollte auf preisgünstige Blechfesseln verzichtet und stattdessen auf professionelle Fesseln bekannter Hersteller zurückgegriffen werden, da die preisgünstigen Versionen zumeist aus dünnem Blech gefertigt sind und daher scharfe Kanten aufweisen, unsichere Mechanismen verwenden, welche verbiegen können und sich im Notfall nicht hinreichend sicher öffnen lassen und zudem in fast allen Fällen nicht zureichend gegen ungewolltes weiteres Zuziehen gesichert werden können.

## Fesselung im BDSM
In verschiedenen Sexualpraktiken wie der Bondage wird Fesselung auch zur Steigerung sexueller Lust, zur Fixierung des Partners oder aus Freude an der mit dieser verbundenen Ästhetik verwendet. Neben herkömmlichen Fesselungsinstrumenten kommen hierbei teilweise auch speziell entwickelte Vorrichtungen wie z. B. Monohandschuhe oder mit D-Ringen ausgestattete Fesseln für Hand und Fußgelenke zum Einsatz.
Die Ausgangslage der hierbei einvernehmlich und im Rahmen von vorher getroffenen Absprachen handelnden Beteiligten ist jedoch nicht direkt mit der eigentlichen Fesselung vergleichbar, da die gefesselte Person nach eigener Willensbildung die Möglichkeit besitzt, das Szenario zu beenden und sich aus den Fesseln befreien zu lassen sowie häufig Fesselungen ohne praktische Auswirkung eingesetzt werden (z. B. sog. Körperbondage, Harnische).